# Institut européen d'innovation et de technologie
Pour les articles homonymes, voir EIT.

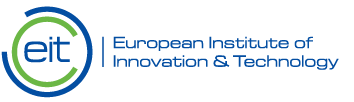
Logo

L'Institut européen d'innovation et de technologie (EIT, European Institute of Innovation and Technology en anglais) est un organisme décentralisé indépendant de l'Union européenne (UE), et un institut public européen établi le 11 mars 2008. Il fut mis en place dans le but de devenir un facilitateur d'innovation en Europe et a pour objectif de devenir l'un des principaux représentants de l'innovation, de la recherche et de la croissance dans l'Union européenne. L'EIT est né à la suite d'une proposition de la Commission européenne au Conseil européen adoptée le 22 février 2006 et a été mis en place dans le cadre de la stratégie de Lisbonne pour l'emploi et la croissance. Il permet l'intégration entre l’enseignement supérieur, la recherche et l’innovation avec pour objectif la réduction du déficit européen en termes d'innovation, partant du principe que cette dernière est un facteur important pour la croissance, la compétitivité et par conséquent, le progrès social au XXIe siècle. Le concept initial n'est pas sans rappeler le Massachusetts Institute of Technology (MIT) et sa politique d'intégration entre ces mêmes thèmes.
L'EIT a établi ses quartiers généraux à Budapest (Hongrie) en avril 2010. Les principales villes candidates pour le siège étaient Vienne/Bratislava, Wrocław, Iéna, Budapest, Sant Cugat del Vallès. Budapest a été choisi le 18 juin 2008.
L'institut ne finance pas directement des projets individuels. Il contribue au financement de communautés de la connaissance et de l'innovation (CCI - en anglais : Knowledge and Innovation Communities, KICs) composées de réseaux triangulaires : universités, entreprises et instituts de recherche travaillent ensemble autour de projets et financent eux-mêmes des entrepreneurs et innovateurs. Les trois premières CCI ont été sélectionnées en décembre 2009 et sont établies dans des co-locations (lieux où ils peuvent physiquement travailler ensemble) en France, en Allemagne, au Royaume-Uni, en Suisse, en Italie, en Espagne, aux Pays-Bas, en Suède, en Finlande, en Hongrie, en Belgique et en Pologne.

## Fondations

### Concept
Le concept initial d'un Institut européen d'innovation et de technologie est basé sur l'exemple du Massachusetts Institute of Technology (MIT) et sa réussite dans le rapprochement des secteurs éducatifs et de la recherche. Dans sa proposition, la Commission européenne a pensé une structure en deux niveaux combinant une approche bottom-up et top-down, avec une gouvernance opérée par un conseil d'administration et des communautés de la connaissance et de l'innovation (CCI). 
La proposition de la Commission se basait sur les résultats d'une consultation publique prenant en compte les avis de plus de 700 experts. Le rapport statuait ainsi :
- L'Europe doit mieux faire en termes d'innovation
- Bien que de nombreuses universités et centres de recherche européens soient considérés comme excellents, ils sont isolés du secteur entrepreneurial et commercial
- L'innovation peut être motivée par la mise en relation des trois pôles en vue de créer de l'innovation potentiellement commercialisable.

La Commission adressa en conséquence cinq domaines d'action dans lesquels l'Europe peut et doit progresser :
- relier la recherche scientifique aux perspectives commerciales ;
- atteindre le grand public dans certains domaines de recherche encore confidentiels ;
- enrayer la fragmentation entre l'éducation et la recherche européenne ;
- installer une « culture de l'entrepreneuriat » dans les domaines de la recherche et de l'éducation ;
- aider les petites et moyennes entreprises à atteindre une masse critique d'utilisateurs/consommateurs.

Une des réponses proposées était la mise en relation des trois côtés du « triangle de la connaissance » : éducation, recherche, entreprises. En janvier 2008, il a été décidé que le projet serait opéré au sein des universités et des centres de recherche existants, sans construire de nouvelle institution de recherche et sans délivrer de diplômes européens. En effet, construire la réputation d'un nouvel institut de recherche était considéré comme trop ambitieux ; le constat était qu'il serait plus efficace d'opérer en réseaux d'institutions ayant déjà établi leur réputation, et de manière décentralisée. 
À noter que le concept de l'EIT a été controversé dès la proposition de Jose Manuel Barroso.

### Établissement
La ville de Budapest, capitale de la Hongrie, a été sélectionnée le 18 juin 2008 par les États membres de l'Union européenne pour accueillir les quartiers généraux de l'institut . Cinq candidats étaient en lice initialement : Budapest, Wroclaw en Pologne, Sant Cugat del Vallès près de Barcelone en Espagne, Iéna en Allemagne, et une alliance entre Bratislava (Slovaquie) et Vienne (Autriche).

## Financement

### Fonds publics
Un budget communautaire initial de 308,7 millions a permis le lancement de l'EIT et son fonctionnement sur la période 2008-2013. Ce budget supporte la structure, l'intégration des projets (financement des CCI, éducation...). L'EIT entend faire investir les entreprises dans l'initiative, afin d'en tirer des bénéfices et favoriser l'innovation en Europe. Cependant, l'EIT n'agit pas en tant que financeur de projets individuels. Il finance ses communautés de la connaissance et de l'innovation à hauteur de 25 % de leur budget maximal. Le reste du budget des CCI est apporté par des sources extérieures.

### Fondation EIT
Outre le financement communautaire, l'EIT a pour objectif d'attirer des financements privés pour poursuivre ses activités. Dans ce but a été établie la Fondation EIT, avec pour objectif de promouvoir et supporter les activités de l'EIT. Des contributions philanthropiques et des donations viennent s'ajouter au budget initial dès la fin 2011. 

## Organisation et activités

### Conseil d'administration
Le conseil de l'EIT est composé de 22 membres en provenance des secteurs de l'enseignement supérieur, de la recherche et de l'entrepreneuriat. 18 membres sont permanents et 4 sont représentatifs. L'équipe d'encadrement est basée dans les quartiers généraux de Budapest.

### Communautés de la connaissance et de l'innovation
Le conseil d'administration de l'EIT s'est rassemblé le 16 décembre 2009 à Budapest pour désigner les premières communautés de la connaissance et de l'innovation (CCI - en anglais : Knowledge and Innovation Communities, KICs).

#### Changement climatique
ClimateKIC
- Changement climatique, facteurs d'émissions
- Transition vers des « villes vertes »
- Gestion et contrôle des ressources en eau
- Développement de moyen de production d'énergie « zéro-émission »

#### Énergies renouvelables
KIC InnoEnergy
- Nouvelles technologies de production d'énergies renouvelables
- Nouveaux produits énergétiques

#### Technologies de la communication
ICT Labs
- Faire de l'Europe un leader en matière de TIC
- Smart Spaces : l'information dans la vie quotidienne
- Smart Energy Systems : innovation en matière d'énergie par les TIC
- Health & Wellbeing : améliorer le quotidien avec les TIC
- Digital Cities of the Future : villes citoyennes, modèles centrés sur l'expression des citoyens
- Future Media and Content Delivery : contenus et médias
- Intelligent Mobility and Transportation Systems : mobilité et transport

### Éducation et entrepreneuriat
L'EIT met aussi l'accent sur l'implémentation de programmes éducatifs. Il encourage l'enseignement supérieur dans le développement de la culture entrepreneunariale.

## Sources
- (en) Cet article est partiellement ou en totalité issu de l’article de Wikipédia en anglais intitulé « European Institute of Innovation and Technology » (voir la liste des auteurs).

## Compléments